# 1242 Zambesia
Az 1242 Zambesia (ideiglenes jelöléssel 1932 HL) a Naprendszer kisbolygóövében található aszteroida. Cyril Jackson fedezte fel 1932. április 28-án, Johannesburgban.